# Дитрих VI (Холандия)
Дитрих VI (на нидерландски: Dirk VI van Holland; на немски: Dietrich VI von Holland; Theoderich, * ок. 1110, † 6 август 1157) от род Герулфинги (Дом Холандия), е граф на Холандия от 1121 до 1157 г.

## Биография
Той е син на граф Флоренс II Дебелия от Холандия († 2 март 1122) и Петронила (Гертруда) († 23 май 1144), дъщеря на херцог Дитрих II от Горна Лотарингия († 30 декември 1115) (доведен племенник на император Лотар III от Суплинбур).
След смъртта на граф Флоренс II Дебелия майка му поема регентството до 1133 г. за малолетния Дитрих. Графството Холандия е свързано с Франция и затова през 1122/1123 г. той има проблеми с Хайнрих V. Обаче неговата позиция се засилва отново, когато саксонският император Лотар III от Суплинбур, полубрат на майка му, неочаквано през 1125 г. е избран за немски император като наследник на Хайнрих V.
Дитрих VI воюва дълги години с по-малкия си брат Флоренс Черния (* 1115, † 26 октомври 1133), който като граф на Фризия ръководи съпротивата против Холандия. Той засилва силата на холандските графове и след дългогодишни войни с епископ Андреас фон Куик-Утрехт получава това епископство под пълно холандско влияние. Той получава по-късно от императора територии във Фризия и правото да сече монети.
Дитрих умира на едно поклонение в Светите земи.

## Фамилия
Дитрих VI се жени 1137 г. за Софи фон Салм-Рейнек († 26 септември 1176, Йерусалим), наследничка на Графство Бентхайм, дъщеря на пфалцграф Ото I фон Салм († 1150) и Гертруда фон Нортхайм (1090–пр. 1165), дъщеря на Хайнрих Дебелия от Нортхайм († 1101), маркграф на Фризия. Те имат 7 деца:
- Дитрих (* 1140, † 1151)
- Флоренс III (Флорис III) (* 1138, † 1 август 1190), граф на Холандия
- Ото I (* 1145, † 1208), граф на Бентхайм
- Балдуин II († 28 април 1196), от 1178 г. епископ на Утрехт
- Дитрих I († 3 август 1197), от 1196 г. епископ на Утрехт